# ستيلبيت
ستيلبيت هو أحد أنواع معادن السيليكات من مجموعة الزيوليت.
التركيب: NaCa2Al5Si13O36•17H2O

## معرض صور

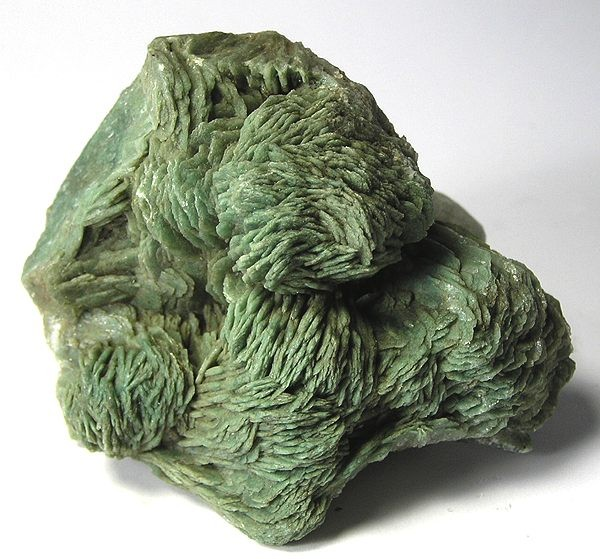
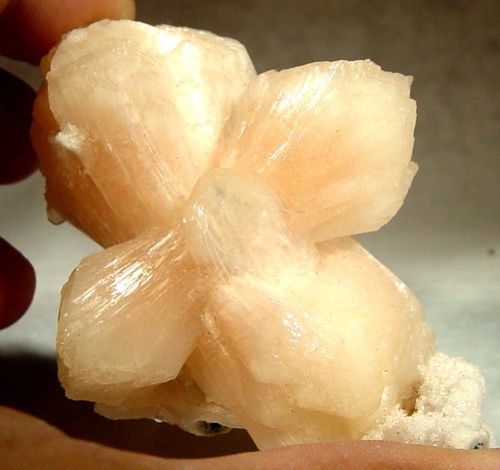
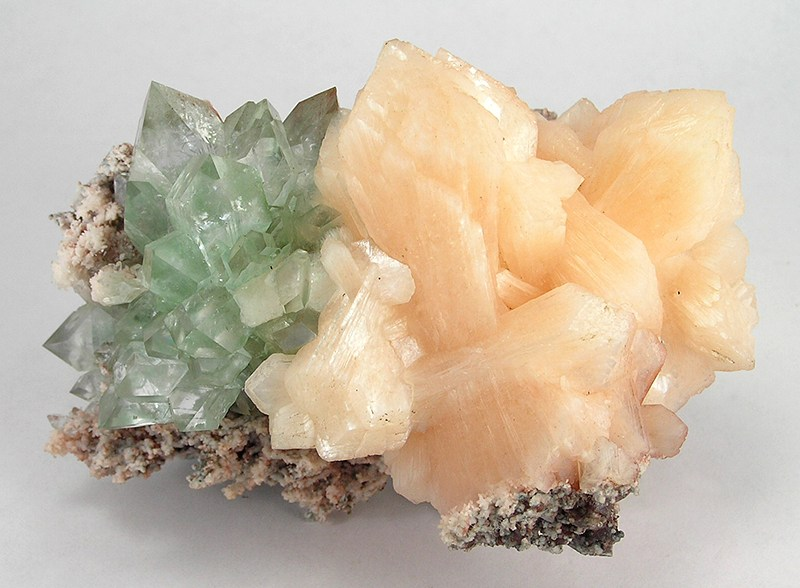
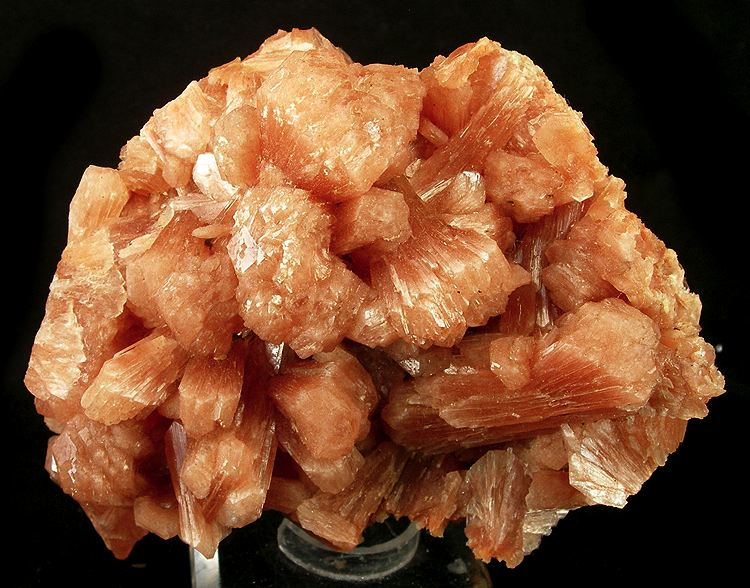